# Stade de la Meinau
El Stade de la Meinau es un estadio de fútbol, situado en la ciudad de Estrasburgo, capital de la región de Alsacia en Francia. El recinto fue inaugurado en 1906 y posee una capacidad para 26 100 espectadores, sirve de sede habitual al Racing Club de Estrasburgo de la Ligue 1.

## Eventos disputados

### Copa Mundial de Fútbol de 1938
- El estadio albergó solo un partido de la Copa Mundial de Fútbol de 1938.
| Fecha              | Selección #1 | Resultado    | Selección #2 | Ronda         | Espectadores |
| ------------------ | ------------ | ------------ | ------------ | ------------- | ------------ |
| 5 de junio de 1938 | Brasil       | 6 - 5 (t.e.) | Polonia      | Primera Ronda | 13 452       |

### Eurocopa 1984
- El estadio albergó dos partidos de la Eurocopa 1984.
| Fecha               | Selección #1     | Resultado | Selección #2 | Ronda                 | Espectadores |
| ------------------- | ---------------- | --------- | ------------ | --------------------- | ------------ |
| 14 de junio de 1984 | Alemania Federal | 0 - 0     | Portugal     | Primera fase, Grupo B | 47 950       |
| 19 de junio de 1984 | Dinamarca        | 3 - 2     | Bélgica      | Primera fase, Grupo A | 36 911       |